# مرجان ماركوفيتش
مرجان ماركوفيتش (بالصربية: Марјан Марковић)‏ هو لاعب كرة قدم صربي في مركز الدفاع، ولد في 28 سبتمبر 1981 في بوزرفاك (صربيا) في صربيا. شارك مع منتخب صربيا لكرة القدم. أما مع النوادي، فقد لعب مع النجم الأحمر بلغراد ودينامو كييف وفيرست فيينا ونادي الأولمبي ونادي إسترا 1961 ونادي جنوى.

## وصلات خارجية
- مرجان ماركوفيتش على موقع الاتحاد الدولي (مؤرشف)  (الإنجليزية)
- مرجان ماركوفيتش على موقع اتحاد أوكرانيا (الإنجليزية)
- مرجان ماركوفيتش على موقع قاعدة بيانات كرة القدم.إي يو (الإنجليزية)
- مرجان ماركوفيتش على موقع ناشيونال فوتبول تيمز (الإنجليزية)
- مرجان ماركوفيتش على موقع Soccerway.com (الإنجليزية)
- مرجان ماركوفيتش على موقع عالم كرة القدم.نت (الإنجليزية)